# Чемпионат мира по лёгкой атлетике 2017 — эстафета 4×100 метров (мужчины)

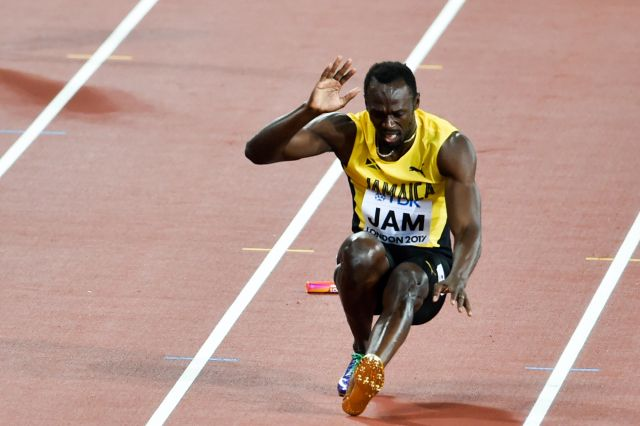
Усэйн Болт сходит с дистанции в финале

Соревнования в эстафете 4×100 метров у мужчин на чемпионате мира по лёгкой атлетике 2017 года прошли 12 августа в британском Лондоне на Олимпийском стадионе.
К соревнованиям были допущены 16 сильнейших сборных мира. Первые 8 команд-участниц определились в апреле 2017 года — ими стали все финалисты чемпионата мира по эстафетам, прошедшего на Багамских Островах. Оставшиеся 8 мест были распределены по итогам рейтинга, в зачёт которого шли два лучших результата сборных, показанные в период с 1 января 2016 года по 23 июля 2017 года.
Действующим чемпионом мира в эстафете 4×100 метров являлась сборная Ямайки.
Эстафета 4×100 метров на чемпионате мира 2017 года стала последним стартом в карьере восьмикратного олимпийского чемпиона, 11-кратного чемпиона мира Усэйна Болта. Ранее на турнире он впервые с 2007 года проиграл финал главного старта сезона (Олимпийских игр или чемпионата мира): в беге на 100 метров он финишировал третьим. Уйти победителем ему также не удалось: получив эстафетную палочку, Болт пробежал порядка 30 метров на своём четвёртом этапе, после чего сошёл с дистанции из-за травмы задней поверхности бедра.

## Медалисты

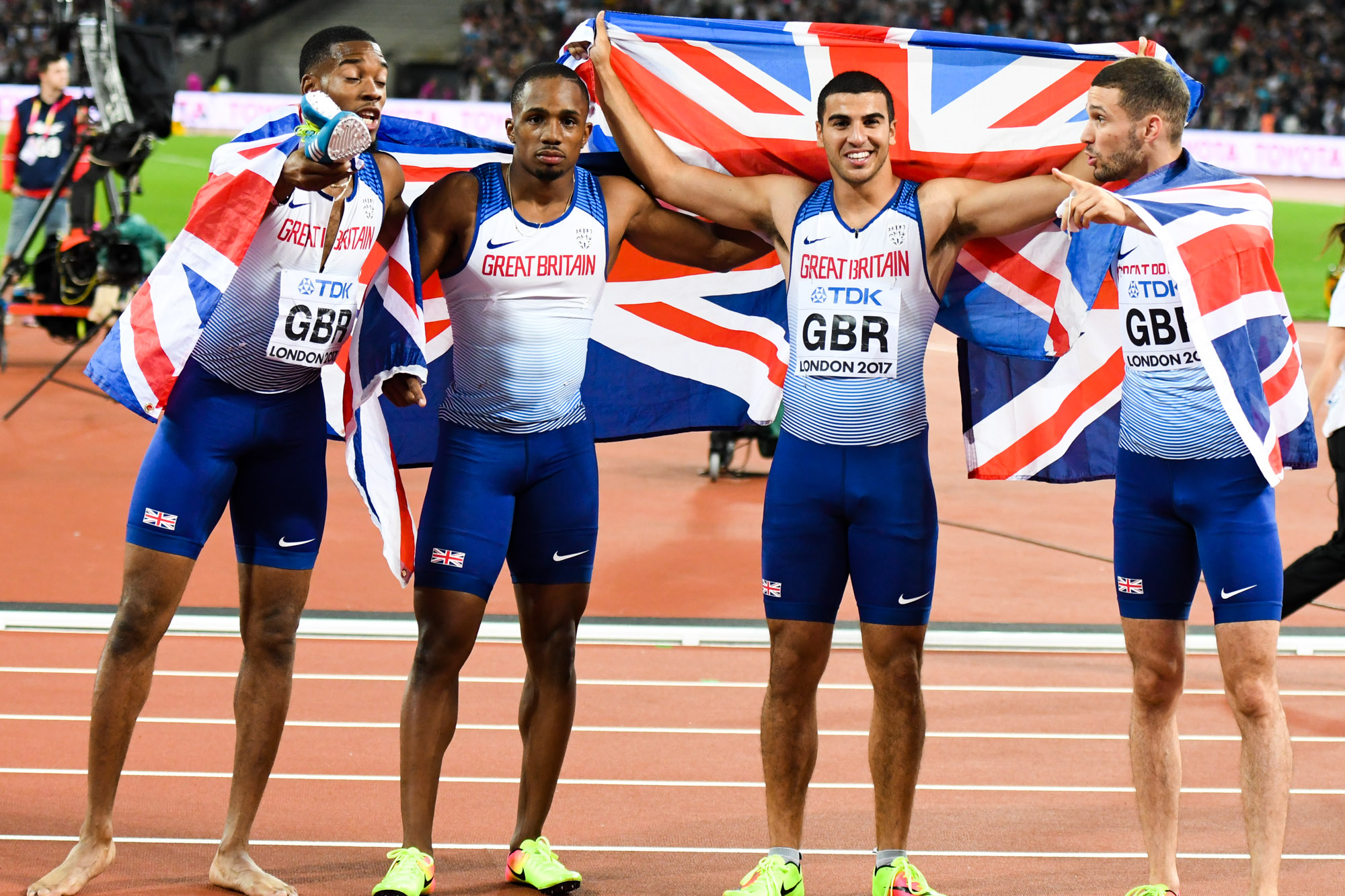
Сборная Великобритании впервые выиграла эстафету 4×100 метров на чемпионате мира

| Золото                                                                                | Серебро                                                                             | Бронза                                                                                |
| Великобритания · Чиджинду Уджа · Адам Джемили · Дэниел Талбот · Нетанил Митчелл-Блейк | США · Майк Роджерс · Джастин Гэтлин · Джейлен Бейкон · Кристиан Коулман · Биджей Ли | Япония · Сюхэй Тада · Сёта Иидзука · Ёсихидэ Кирю · Кэндзи Фудзимицу · Асука Кембридж |

## Рекорды
До начала соревнований действующими были следующие рекорды.
| Мировой рекорд                 | Ямайка · Неста Картер · Майкл Фрэйтер · Йохан Блейк · Усэйн Болт                   | 36,84 | Лондон, Великобритания | 11 августа 2012 |
| Рекорд чемпионатов мира        | Ямайка · Неста Картер · Майкл Фрэйтер · Йохан Блейк · Усэйн Болт                   | 37,04 | Тэгу, Южная Корея      | 4 сентября 2011 |
| Лучший результат сезона в мире | Великобритания · Чиджинду Уджа · Жарнел Хьюз · Дэниел Талбот · Харри Эйкинс-Эрьити | 38,08 | Лилль, Франция         | 24 июня 2017    |

## Расписание
| Дата            | Время | Раунд соревнований     |
| --------------- | ----- | ---------------------- |
| 12 августа 2017 | 10:55 | Предварительные забеги |
| 12 августа 2017 | 21:50 | Финал                  |

Время местное (UTC+1:00)

## Результаты
Обозначения: Q — Автоматическая квалификация | q — Квалификация по показанному результату | WR — Мировой рекорд | AR — Рекорд континента | CR — Рекорд чемпионатов мира | NR — Национальный рекорд | WL — Лучший результат сезона в мире | SB — Лучший результат в сезоне | DNS — Не стартовали | DNF — Не финишировали | DQ — Дисквалифицированы

### Предварительные забеги
Квалификация: первые 3 команды в каждом забеге (Q) плюс 2 лучших по времени (q) проходили в финал.
| Место | Команда                                                                             | Забег | Результат | Примечания |
| ----- | ----------------------------------------------------------------------------------- | ----- | --------- | ---------- |
| 1     | США (Майк Роджерс, Джастин Гэтлин, Биджей Ли, Кристиан Коулман)                     | 1     | 37,70     | Q, WL      |
| 2     | Великобритания (Чиджинду Уджа, Адам Джемили, Дэниел Талбот, Нетанил Митчелл-Блейк)  | 1     | 37,76     | Q, SB      |
| 3     | Ямайка (Тайкуэндо Трейси, Джулиан Форт, Майкл Кэмпбелл, Усэйн Болт)                 | 2     | 37,95     | Q, SB      |
| 4     | Франция (Стюарт Дютамби, Джимми Вико, Микаэль-Меба Зезе, Кристоф Леметр)            | 2     | 38,03     | Q, SB      |
| 5     | Китай (У Чжицян, Се Чжэнье, Су Бинтянь, Чжан Пэймэн)                                | 2     | 38,20     | Q          |
| 6     | Япония (Сюхэй Тада, Сёта Иидзука, Ёсихидэ Кирю, Асука Кембридж)                     | 1     | 38,21     | Q, SB      |
| 7     | Турция (Игитджан Хекимоглу, Жак Али Харви, Эмре Барнс, Рамиль Гулиев)               | 1     | 38,44     | q, SB      |
| 8     | Канада (Гэвин Смелли, Аарон Браун, Брендон Родни, Моболаде Аджомале)                | 2     | 38,48     | q          |
| 9     | Тринидад и Тобаго (Кестон Бледмен, Кайл Гро, Мориба Морен, Эммануэль Кэллендер)     | 1     | 38,61     | SB         |
| 10    | Германия (Юлиан Ройс, Роберт Херинг, Рой Шмидт, Робин Эрева)                        | 2     | 38,66     |            |
| 11    | Нидерланды (Джованни Кодрингтон, Хенсли Паулина, Лимарвин Боневасия, Таймир Бёрнет) | 1     | 38,66     | SB         |
| 12    | Австралия (Трей Уильямс, Том Гэмбл, Ник Эндрюс, Роан Браунинг)                      | 1     | 38,88     | SB         |
| 13    | Куба (Арлин Перес, Роберто Скайерс, Яниель Карреро, Хосе Луис Гаспар)               | 2     | 39,01     | SB         |
| 14    | Барбадос (Леви Кадоган, Рамон Гиттенс, Шейн Брэтуэйт, Марио Бёрк)                   | 1     | 39,19     |            |
| 15 !  | Багамские Острова (Уоррен Фрейзер, Шавес Харт, Шон Стюарт, Терай Смит)              | 2     | DQ        |            |
| 16 !  | Антигуа и Барбуда                                                                   | 2     | DNS       |            |

### Финал

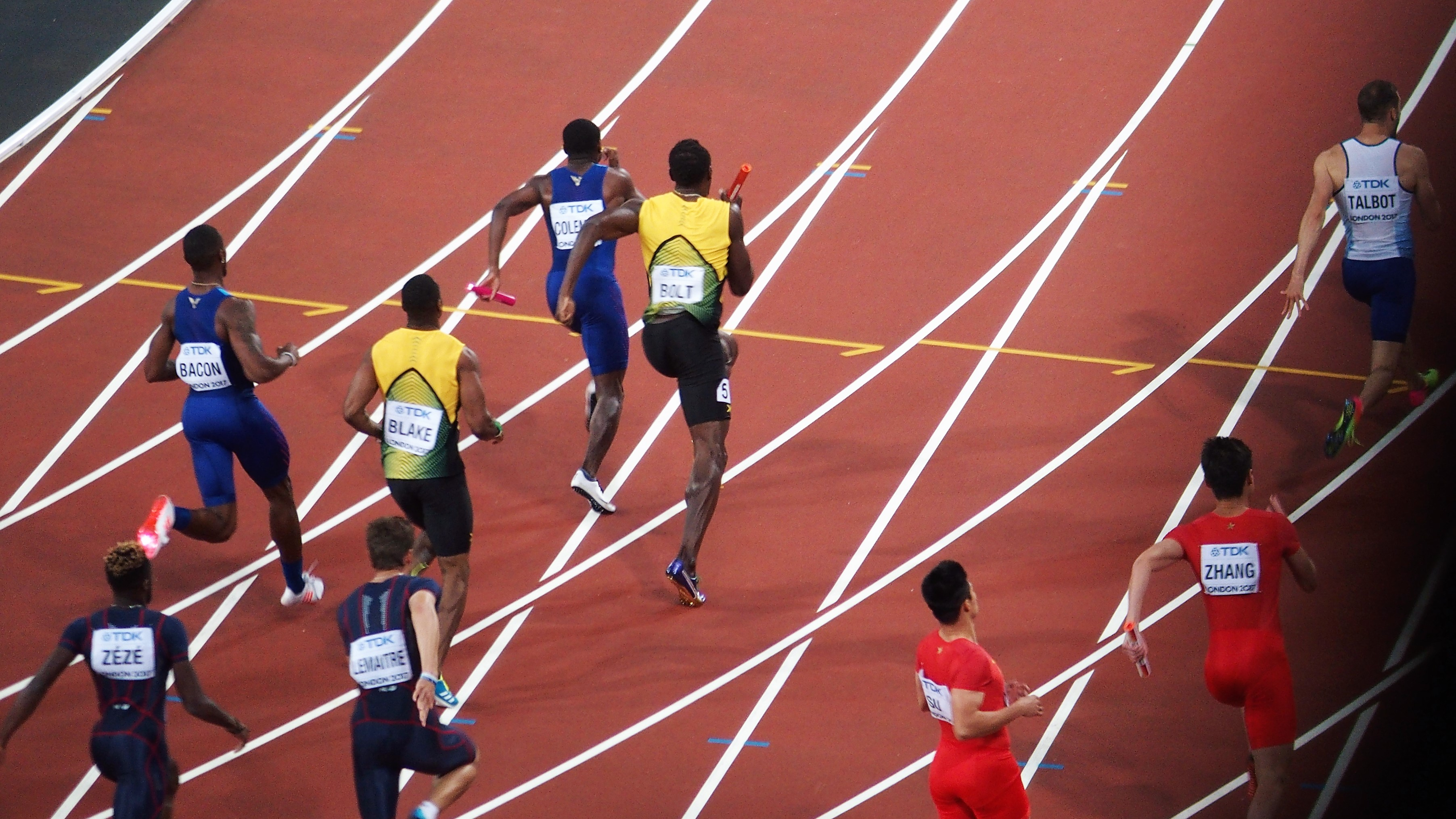
Финал. Заключительная передача эстафетной палочки

Финал в эстафете 4×100 метров у мужчин состоялся 12 августа 2017 года. Основное внимание было приковано к сборной Ямайки, за которую последний старт проводил титулованный Усэйн Болт. Единственный чемпион мира 2017 года бежал за команду на первом этапе, и это был Омар Маклеод, выигравший в Лондоне бег на 110 метров с барьерами. К середине эстафеты определились три сборные, которые боролись за пьедестал: Великобритания, США и Ямайка. Первым на последний этап ушёл британец Нетанил Митчелл-Блейк, вплотную за ним — американец Кристиан Коулман и только затем Болт. Восьмикратный олимпийский чемпион недолго пытался догнать соперников: после стартового разгона он схватился за заднюю поверхность бедра и упал на беговую дорожку. Золотую медаль разыграли США и Великобритания, лучшим в финишном створе оказался представитель хозяев чемпионата Митчелл-Блейк, опередивший Коулмана на 0,05 секунды. Британцы впервые в истории выиграли чемпионат мира и установили новый рекорд Европы в эстафете 4×100 метров — 37,47. Сборная Ямайки прервала свою серию из четырёх побед подряд на мировых первенствах.
| Место | Команда                                                                            | Результат | Примечания |
| ----- | ---------------------------------------------------------------------------------- | --------- | ---------- |
| 1     | Великобритания (Чиджинду Уджа, Адам Джемили, Дэниел Талбот, Нетанил Митчелл-Блейк) | 37,47     | ER, WL     |
| 2     | США (Майк Роджерс, Джастин Гэтлин, Джейлен Бейкон, Кристиан Коулман)               | 37,52     | SB         |
| 3     | Япония (Сюхэй Тада, Сёта Иидзука, Ёсихидэ Кирю, Кэндзи Фудзимицу)                  | 38,04     | SB         |
| 4     | Китай (У Чжицян, Се Чжэнье, Су Бинтянь, Чжан Пэймэн)                               | 38,34     |            |
| 5     | Франция (Стюарт Дютамби, Джимми Вико, Микаэль-Меба Зезе, Кристоф Леметр)           | 38,48     |            |
| 6     | Канада (Гэвин Смелли, Аарон Браун, Брендон Родни, Моболаде Аджомале)               | 38,59     |            |
| 7     | Турция (Игитджан Хекимоглу, Жак Али Харви, Эмре Барнс, Рамиль Гулиев)              | 38,73     |            |
| 8 !   | Ямайка (Омар Маклеод, Джулиан Форт, Йохан Блейк, Усэйн Болт)                       | DNF       |            |